# Toulouse
Toulouse [tulúz] (okcitansko Tolosa) je največje mesto na jugozahodu Francije z okoli 500.000 prebivalci (2024; v metropolitanskem območju 1,5 milijona), kar ga uvršča na četrto mesto po velikosti za Parizom, Marseillom in Lyonom.  Je glavno mesto in občina južne francoske regije Okcitanije, departmaja Haute-Garonne (Zgornja Garona) in zgodovinsko glavno mesto province Languedoc.
Toulouse ima več vzdevkov; Rožnato mesto si je prislužil zaradi barve glinaste opeke, s katero je prepredena njegova značilna mestna arhitektura. Naziv Mesto vijolic si je pridobil z razvojem in vzgojo vijolic sredi 19. stoletja, ko je vijolica postala tudi mestni simbol. Prav tako je Toulouse poznan pod imenom cité Mondine, nanašajoč se na grofe Toulouške (pogosto imenovane Rajmond).
V mestu je Académie des Jeux Floraux, enakopravna Francoski Akademiji, za okcitansko govoreče prebivalstvo južne Francije in velja za neuradno središče /prestolnico okcitanske kulture.

## Zgodovina
Zgodovini Toulousa lahko sledimo vse do 8. stoletja pred našim štetjem. Prvotno ime kraja je bilo Tolosa, verjetno akvitanskega izvora, sorodno staremu baskovskemu jeziku, njegov pomen pa je dosedaj ostal neznan. Kraj je bil osrednja točka za trgovino med Pireneji, Sredozemljem in Atlantikom. Prvi prebivalci naj bi bili Akvitanci, o katerih pa je le malo znanega. Kasneje so z juga prišli Iberi, nato s severa keltski Volcae Tectosages, o katerih je poročal Julij Cezar v svojih Galskih vojnah. V tem času je bil Toulouse eden najpomembnejših in tudi najbogatejših krajev v Galiji, tudi zaradi rudnikov zlata in srebra, ki so se nahajali v njegovi bližini. Ob prihodu Rimljanov v te kraje v 1. stoletju pred našim štetjem so jih prebivalci mesta izbrali za zaveznike. Leta 109 pr. n. št. so germanski Cimbri ob napredovanju po dolini Rone porazili rimsko vojsko, ob tem pa se je uprlo tudi prebivalstvo Tolose. Po okrevanju rimske vojske tri leta zatem se je ta ponovna znašla pred mestom, ga zavzela in opustošila. Po zavzetju Akvitanije in celotne Galije se je mesto prelevilo iz pomembnega vojaškega oporišča v trgovsko središče, sedaj pod nadzorom Rimljanov.
V začetku 1. stoletja našega štetja je padla odločitev o preselitvi mesta in prebivalcev severno od planote na breg reke Garone, staro mesto pa je bilo s tem ukinjeno. Novo je bilo zasnovano po rimskem vzorcu, utrjeno z obzidjem, kar je bilo, glede na Pax Romana, mišljeno kot poseben status mesta. To se je poznalo kasneje ob hitrem razvoju v enega najpomembnejših mest Rimskega cesarstva.
Med državljansko vojno, ki je sledila smrti cesarja Nerona, je domačin M. Antonius Primus vodil del Vespazijanove vojske v Italijo, leta 69 vstopil v Rim, kjer je bila zatem ustanovljena dinastija Flavijcev. Posledično je Toulouse doletel častni status rimske kolonije in naslov Palladia kot simbol boginje Pallas Atene.
Po uničenju večine Galije v 3. stoletju je Toulouse postal četrto največje mesto v zahodnem delu cesarstva, za Rimom, Trierom in Arlesom. V začetku 4. stoletja so se znova začeli vdori germanskih ljudstev. Po neuspešnem obleganju mesta so se Vandali leta 407 premaknili preko Iberskega polotoka v severno Afriko. Za njimi so prišli Vizigoti, ki so pod kraljem Ataulfom leta 413 zavzeli mesto, vendar so se morali iz njega pod rimskim pritiskom umakniti južno od Pirenejev. Leta 418, po smrti Ataulfa, je njegov naslednik Vallia dosegel mir z Rimom, v zameno pa mu je cesar Honorij podelil ozemlje Akvitanije  kot tudi ozemlje mesta Toulouse, ki je postal glavno mesto Vizigotskega kraljestva. V začetku 5. stoletja je izbruhnila vojna s Franki, ki so v bitka pri Voilléju pod kraljem Klodvikom I. porazili vizigotsko vojsko Alarika II. Po bitki so se Franki pomaknili proti jugu in posledično osvojili ozemlje Akvitanije, leta 508 zasedli Toulouse, ki je postal glavno mesto Akvitanskega vojvodstva. Kljub temu je za samo mesto in ozemlje nasploh sledilo obdobje padcev in anarhije.
V začetku 8. stoletja je preko Pirenejev prodrla arabska vojska in začela oblegati Toulouse. V odločilni bitki za Toulouse leta 721 je lokalni vojski uspelo poraziti Arabce, vendar so se le-ti kasneje vrnili, ga zaobšli in zasedli Bordeaux. Karel Martel, frankovski kralj, je ob tej grožnji zbral svojo vojsko in jih v bitki pri Poitiersu (732) dokončno porazil. Posledično je Akvitanija morala priznati nadoblast Frankov, ki pa so jo zasedli šele leta 768.
Prihod Karla Velikega na oblast je Toulouse postal glavno vojaško oporišče za pohode nad muslimanski Iberski polotok. Akvitaniji je prinesel reorganizacijo, s katero je postala kraljevina pod njegovim sinom Ludvikom I. Za njegove zastopnike so bili imenovani grofje, ki so konec 9. stoletja postali zaradi oslabitve centralne moči povsem neodvisni. Leta 918 so po smrti Viljema I. grofa iz Auvergna, pridobili ozemlje Gothia, s čimer se je grofija Toulouse razširila vse do sredozemske obale od Narbonna do Nîmesa. 
V začetku 13. stoletja, s prihodom katarov v te kraje, je za Toulouse, katerega grof je bil na njihovi strani, nastopila doba inkvizicije. Leta 1229 je s Pariškim mirom bila ustanovljena Toulouška univerza. Z izumrtjem domačih grofov 1249 je grofija prešla v roke francoskemu kralju.

## Geografija
Toulouse leži na bregovih reke Garone in vodnega kanala Canal du Midi, na pol poti med Atlantskim oceanom in Sredozemskim morjem.

## Uprava
Toulouse je sedež petnajstih kantonov:
- Kanton Toulouse-1 (četrti Capitole, Bonhoure, Esquirol, La Daurade, Place Dupuy, Saint-Aubin: 26.342 prebivalcev),
- Kanton Toulouse-2 (četrti Le Busca, Les Carmes, Saint-Etienne, Saint-Michel: 26.890 prebivalcev),
- Kanton Toulouse-3 (četrti Arénes, Barrière de Bayonne et de Lombez, Bourrasol, Casselardit, Fer à Cheval, Fontaines, Fontaine Lestang, Patte d'Oie, Rapas, Roguet, Saint-Cyprien: 36.207 prebivalcev),
- Kanton Toulouse-4 (četrti Compans-Caffarelli, Le Bearnais, Les Amidonniers, Les Minimes, Les Sept Deniers: 31.016 prebivalcev),
- Kanton Toulouse-5 (četrti Arnaud Bernard, Bayard, Boulevards, Chalets, Concorde, Jean Jaures, Saint-Sernin: 26.686 prebivalcev),
- Kanton Toulouse-6 (četrti Bonnefoy, Jolimont, Le Raisin, Les Mazades, Les Minimes, Marengo, Negreneys, Periole: 18.578 prebivalcev),
- Kanton Toulouse-7 (četrti Amouroux, Colonne Marengo, Jolimont, La Gloire, La Juncasse, La Roseraie, Louis Plana, Soupetard: 28.578 prebivalcev),
- Kanton Toulouse-8 (del občine Toulouse, občine Balma, Beaupuy, Drémil-Lafage, Flourens, Mondouzil, Mons, Montrabé, Pin-Balma, Quint-Fonsegrives: 46.383 prebivalcev),
- Kanton Toulouse-9 (del občine Toulouse, občina Ramonville-Saint-Agne: 42.467 prebivalcev),
- Kanton Toulouse-10 (četrti Empalot, Jules Julien, Les Recollets, Pouvourville, Rangueil, Saint-Agne, Saint-Roch: 37.298 prebivalcev),
- Kanton Toulouse-11 (četrti Bagatelle, Croix de Pierre, La Faourette, Lafourguette, Papus, Tabar, Bordelongue: 29.456 prebivalcev),
- Kanton Toulouse-12 (četrti Beauregard, Bellefontaine, Lardenne, Les Pradettes, Mirail-Université, Reynerie, Saint-Simon: 42.892 prebivalcev),
- Kanton Toulouse-13 (del občine Toulouse, občina Colomiers: 37.809 prebivalcev),
- Kanton Toulouse-14 (del občine Toulouse, občine Aucamville, Castelginest, Fenouillet, Fonbeauzard, Gagnac-sur-Garonne, Launaguet, Saint-Alban: 41.093 prebivalcev),
- Kanton Toulouse-15 (del občine Toulouse, občine Castelmaurou, Montberon, Pechbonnieu, Rouffiac-Tolosan, Saint-Geniès-Bellevue, Saint-Jean, Saint-Loup-Cammas, L'Union: 51.774 prebivalcev).

Mesto je prav tako sedež okrožja, v katerega so poleg njegovih vključeni še kantoni Blagnac, Cadours, Caraman, Castanet-Tolosan, Fronton, Grenade-sur-Garonne, Lanta, Léguevin, Montastruc-la-Conseillère, Montgiscard, Nailloux, Revel, Tournefeuille, Verfeil, Villefranche-de-Lauragais in Villemur-sur-Tarn z 819.507 prebivalci.

## Prebivalstvo
Število prebivalcev mesta (francosko: commune) je bilo ob popisu prebivalstva leta 2015 479.638 in 1.330.954 prebivalcev v metropolitanskem območju (leta 2010). Tako je metropolitansko območje med letoma 2006 in 2011 zabeležilo stopnjo rasti prebivalstva + 1,5 % na leto, kar je najvišja stopnja rasti katerega koli francoskega metropolitanskega območja, večjega od 500.000 prebivalcev.
Toulouse je za Parizom, Marseillom in Lyonom četrto največje mesto v Franciji in četrto največje metropolitansko območje za istimi.
Lokalna judovska skupnost v Toulousu ima po oceni okoli 2500 judovskih družin. Muslimansko združenje ocenjuje, da je v mestu približno 35.000 muslimanov.

## Zanimivosti
- Toulouški Kapitol, srce občinske uprave francoskega mesta Toulouse in njegove mestne hiše stoli na Kapitolskem trgu;
- Bazilika svetega Sernina ali sv. Saturnina, nekdanja opatijska cerkev, zgrajena v 11. in 12. stoletju v romanskem slogu na mestu nekdanje bazilike iz 4. stoletja, z relikvijami toulouškega škofa svetega Sernina ali Saturnina († ok. 250), kot del romarske poti v Santiago de Compostelo od leta 1998 na Unescovem seznamu svetovne kulturne dediščine;
- romansko gotska stolnica svetega Štefana iz 13. do 17. stoletja, sedež toulouške škofije;
- Jakobinski samostanski kompleks, ustanovljen 1215 pod dominikanci; njihov vodja sveti Dominik Guzman je v Toulousu oznanjeval evangelij v boju proti katarskemu krivoverstvu, Jakobinska cerkev hrani relikvije svetega Tomaža Akvinskega;
- gotska Marijina cerkev Notre-Dame du Taur iz 14. do 16. stoletja, po legendi zgrajena na mestu, kjer je bik vlekel po tleh svetega Sernina, med Kapiteljskim trgom in baziliko svetega Sernina;
- bazilika Notre-Dame de la Daurade, prvotno svetišče Apolona iz leta 410, sedanja zgrajena v letih 1764-1883 v neoklasicističnem slogu ob bregovih reke Garone;
- cerkev svetega Albuina iz sredine 19. stoletja;
- cerkev svetega Nikolaja iz 12. do 14. stoletja;
- cerkev Notre-Dame de la Daurade iz 15. do 19. stoletja;
- avguštinski samostan z muzejem;
- vodni kanal Canal du Midi;
- Hôtel d'Assézat - je renesančna palača iz 16. stoletja, v katerem je fundacija Bemberg, velika umetniška galerija mesta;
- Pont Neuf na Garoni

## Gospodarstvo
Glavne panoge so letalstvo, vesolje, elektronika, informacijska tehnologija in biotehnologija. Toulouse gosti sedeže Airbusa in linije Airbusov A320, A330, A350 in A380. (A320 linije obstajajo tudi v Hamburgu, Nemčiji, Tianjinu, na Kitajskem in v Mobile, Alabama, ZDA.) Airbus ima svoj sedež v Blagnacu v bližini Toulousa. Airbusova divizija Francije ima glavno pisarno v Toulousu. Toulouse gosti tudi sedež ATR, Sigfox, enega od dveh sedežev Liebherr Aerospace in Groupe Latécoère. Nadzvočno letalo Concorde je bilo tudi zgrajeno v Toulousu.

## Visoko šolstvo
- École nationale de l'aviation civile
- Institut polytechnique des sciences avancées

## Šport
- Stade toulousain, športno društvo; njegov domicil je Stade Ernest-Wallon; je bilo ustanovljeno leta 1907; je štirikratni evropski prvak in večkratni državni prvak v ragbiju,
- Toulouse olympique XIII (1937, Stade des minimes), ragbi društvo, štirikratni zmagovalec državnega prvenstva, trenutno član angleško-francoske ragbi lige,
- Toulouse Football Club (TFC) je nogometno društvo ustanovljeno leta 1970, trenutno član 1. francoske lige, enkratni zmagovalec francoskega pokala. Domače tekme igra na občinskem stadionu. Njegov predhodnik je leta 1957 postal zmagovalec francoskega pokala.
- Fenix Toulouse Handball, odbojkarska moška ekipa, enkratni zmagovalec Francoskega pokala (1998), trenutno član 1. francoske lige,
- Toulouse Métropole Basket, žensko košarkarsko društvo, član 1. francoske lige.

## Kultura
Théâtre du Capitole je operna in baletna hiša; tu je gledališče že od leta 1736. Orchester National du Capitole, dolgo povezan z Michelom Plassonom, igra v Halle aux Grains.
Le Château d'Eau, stari vodni stolp iz 19. stoletja, je v galerijo leta 1974 spremenil Jean Dieuzaide, francoski fotograf iz Toulousa in je danes med najstarejšimi javnimi kraji, namenjeni fotografiji na svetu. Umetniški muzeji Toulousa so Musée des Augustins, Musée des Abattoirs, Musée Georges Labit in Fondacija Bemberg v Hôtel d'Assézat. Musée Saint-Raymond je posvečen antiki, Muséum de Toulouse pa naravoslovni zgodovini.
Toulouse je sedež Académie des Jeux Floraux, enakovredna francoski akademiji, za okcitansko govoreče regije južne Francije, zato je Toulouse neuradna prestolnica okcitanske kulture. Tradicionalni Toulouški križ (iz Provanse, pod imenom Provanški križ), emblem okrožja Toulouse, ki je bil v srednjem veku pogosto razširjen po celotni Oksitaniji, je simbol mesta in novo ustanovljene regije Oksitanija, pa tudi sicer priljubljen oksitanski simbol.
Mestne gastronomske specialitete so saucisse de Toulouse, vrsta klobase, cassoulet  Toulousain, enolončnica iz fižola in svinjine ter garbure, zeljna juha s perutnino. Tudi foie gras, jetra pitanih rac ali gosi so poslastica, ki jo običajno izdelujejo v regiji.

## Osebnosti
- Rajmond IV. Touluški (1042-1105), grof,
- Antoine Darquier de Pellepoix (1718-1802), astronom
- Jean Dausset (1916-2009), imunolog, nobelov nagrajenec za fiziologijo ali medicino.

## Pobratena mesta
- Atlanta, ZDA, od 1975
- Bologna, Italija, od 1981
- Elche, Španija, od 1981
- Čongking, Kitajska, od 1981
- Kijev, Ukrajina, od 1975
- Tel Aviv, Izrael, od 1962

- Tel Mond, Izrael, od 1987

Toulouse ima tudi dogovor o sodelovanju z naslednjimi mesti:
- Zaragoza, Aragonija, Španija
- N'Djamena, Čad
- Hanoj, Vietnam
- Saint-Louis, Senegal
- Düsseldorf, Nemčija